# Blink Twice
Blink Twice is een Amerikaanse psychologische thriller uit 2024, geregisseerd en mede geschreven door Zoë Kravitz en haar regiedebuut. De hoofdrollen worden vertolkt door Naomi Ackie, Channing Tatum, Christian Slater, Simon Rex, Adria Arjona, Haley Joel Osment, Kyle MacLachlan, Geena Davis en Alia Shawkat.

## Verhaal
Frida, een serveerster, raakt verliefd op de tech-miljardair Slater King en wordt uitgenodigd om met hem naar zijn privé-eiland te reizen voor een luxueus en decadent feest, maar er beginnen vreemde dingen te gebeuren. Frida begint na dagen en nachten feesten haar realiteit in twijfel te trekken.

## Rolverdeling
| Acteur            | Personage   |
| ----------------- | ----------- |
| Naomi Ackie       | Frida       |
| Channing Tatum    | Slater King |
| Christian Slater  | Vic         |
| Simon Rex         | Cody        |
| Adria Arjona      | Sarah       |
| Kyle MacLachlan   | Rich        |
| Haley Joel Osment | Tom         |
| Geena Davis       | Stacy       |
| Alia Shawkat      | Jess        |
| Levon Hawke       | Lucas       |

## Productie
Zoë Kravitz begon al in 2017 met het schrijven van Blink Twice onder de oorspronkelijke werktitel Pussy Island. In juni 2021 onthulde Kravitz haar plannen om haar regiedebuut te maken met de film, waarvan ze het script samen met E.T. Feigenbaum schreef. Channing Tatum tekende voor de hoofdrol en op de filmmarkt van Cannes verkreeg MGM de distributierechten, terwijl Naomi Ackie werd gecast als Frida, de hoofdrolspeelster in de film.

### Filmopnames
De filmopnames gingen van start op 23 juni 2022 en vonden plaats in Yucatán en Quintana Roo, Mexico.

## Release en ontvangst
Blink Twice ging op 8 augustus 2024 in première in het DGA-theater in Los Angeles. en ging op 21 augustus internationaal in première en op 23 augustus in première in de Amerikaanse bioscopen. De film kreeg overwegend positieve kritieken van de filmcritici, met een score van 76% op Rotten Tomatoes, gebaseerd op 166 beoordelingen.

### Kassaopbrengsten
Blink Twice ging in de Amerikaanse bioscopen in première naast The Crow en The Forge met de verwachting van een bruto opbrengst in het openingsweekend van 7 à 8 miljoen Amerikaanse dollars in 3076 bioscopen. De film bracht uiteindelijk 7,3 miljoen dollar op in zijn openingsweekend en eindigde daarmee op de vierde plaats aan de kassa.